# Mesnil-Saint-Laurent
Mesnil-Saint-Laurent is een gemeente in het Franse departement Aisne (regio Hauts-de-France) en telt 426 inwoners (1999). De plaats maakt deel uit van het arrondissement Saint-Quentin.

## Geografie
De oppervlakte van Mesnil-Saint-Laurent bedraagt 5,4 km², de bevolkingsdichtheid is 78,9 inwoners per km².

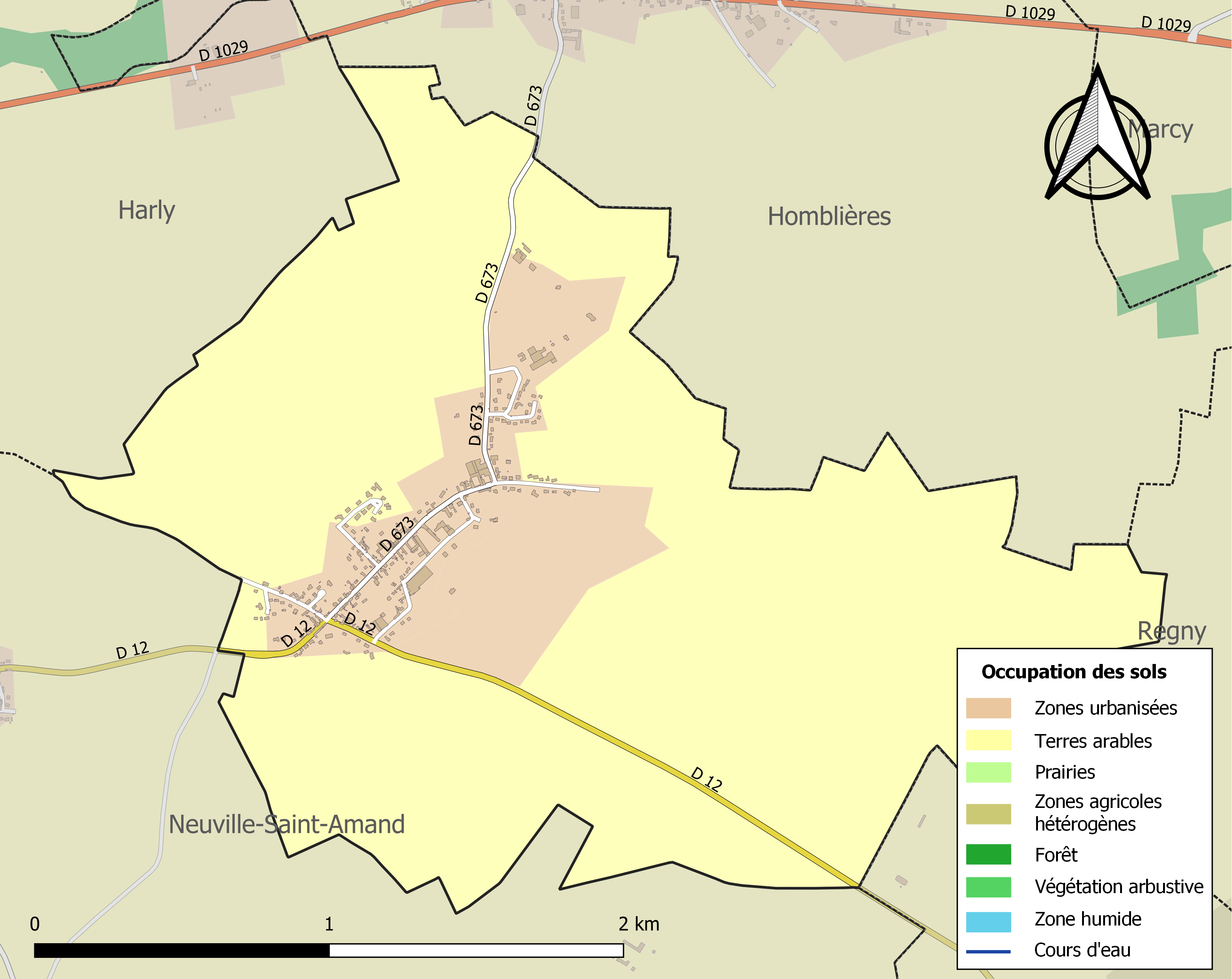
Kaart van de gemeente met de belangrijkste infrastructuur, bodemgebruik en omliggende gemeenten

## Demografie
Onderstaande figuur toont het verloop van het inwonertal (bron: INSEE-tellingen).
Vanwege een beveiligingsprobleem met de MediaWiki Graph-software is het momenteel niet mogelijk deze grafiek weer te geven. Zodra de software is bijgewerkt zal de grafiek vanzelf weer zichtbaar worden.